# Pješak (šah)
Pješak (pijun ili pion) je naziv za šahovsku figuru, kojih na početku partije šaha ima 16, 8 bijelih i 8 crnih.
Pješaci u partiji šaha imaju 4 moguća načina kretanja:
1. jedno polje naprijed (ako im put nije zapriječen).
2. dva polja naprijed (ako im je to prvi potez kada tako odluči igrač i ako im put nije zapriječen)
3. jedno polje u koso, ako se na tome polju nalazi protivnička figura (uzimanje protivničke figure)
4. jedno polje u koso, uzimanje protivničkog pješaka en passant‎ (u prolazu). "En passant" je poseban način uzimanja protivničkog pješaka, a može nastupiti jedino kada protivnički pješak kreće sa početnog položaja za dva polja preskačući polje na kojem bi ga protivnički pješak mogao uzeti da je igrao za jedno polje prema naprijed (npr. bijeli pješak je na petom redu, recimo na polju e5, a crni pješak je na polju d7 i crni je na potezu. Ako bi crni igrao pješakom sa d7 na d5 bijeli bi ga mogao uzeti sa polja d5 postavljanjem svog pješaka na polje d6. U ovom slučaju nakon što crni odigra pješaka na d5 bijeli (ako želi) može ga uzeti sa tog polja postavljanjem svog pješaka na d6 i opet je na redu crni. Ovdje još treba naglasiti da mogućnost uzimanja na ovaj način vrijedi samo za taj potez. Ako bijeli pješak ne bi iskoristio tu mogućnost, u idućem potezu gubi pravo na takvo uzimanje.

Pješaci ne mogu uzimati prema naprijed (mogu samo koso za jedno polje kako je opisano ranije) bilo da se radi o prvom potezu (za jedno ili dva polja) ili nekom kasnijem potezu.
Pješaci se nikada ne mogu vraćati unatrag: jednom kada se udalje od vlastitog tabora, osim što ostavljaju nezaštićen prostor djelovanju protivničkih šahovskih figura, mogu postati i laka meta. Jednako tako, pješaci često uz podršku ostalih figura mogu i odlučiti partiju što se posebno odnosi na mogućnost promocije.

## Promocija
Glavna značajka i snaga pješaka je mogućnost promocije. Pješak koji dođe do 8. reda na ploči (kao bijeli), odnosno 1. reda (kao crni), mora biti promoviran (ne može ostati pješakom). Pješak se može promovirati u bilo koju figuru po želji igrača osim naravno kralja koji po pravilima može biti samo jedan. Obično je to dama kao najjača figura, što u konačnici donosi značajnu prednost, obično odlučujuću. Iz ovog proizlazi da teoretski svaka od strana može u nekom trenutku imati čak 9 dama (ako uspije promovira sve svoje pješake u damu i sačuva damu koju ima na početku igre). U praksi se to ne događa jer uglavnom već prednost od samo jedne dame više obično znači brzo matiranje protivničkog kralja. U iznimnim slučajevima je povoljnije promovirati figuru slabije vrijednosti od dame. Razlozi tome mogu biti razni, a najčešći slučaj je brže matiranje protivnika (na primjer promocijom skakača se zadaje završni udar na kralja koji je šah-mat koji ne bi nastupio u slučaju promocije dame ili kada bi promocijom dame nastupio "pat" koji je po pravilima šahovske igre "remi" ili neriješen rezultat.